# Lussy (Fribourg)
Pour les articles homonymes, voir Lussy.
Lussy (Luchi  en patois fribourgeois) est une localité et une ancienne commune suisse du canton de Fribourg, située dans le district de la Glâne.

## Histoire
Occupé depuis l'époque gallo-romaine, le site de Lussy a accueilli successivement une villa romaine, puis une nécropole pendant le haut Moyen Âge lorsque le village est propriété du abbaye d'Hauterive. Par la suite, le village est inclus successivement dans le comté de Romont jusqu'en 1536, dans le bailliage de Romont jusqu'en 1798, puis établi comme commune et attaché au district de Romont jusqu'en 1848 où elle rejoint le district de la Glâne à sa création.
En 2005, la commune a fusionné avec sa voisine Villarimboud pour former la commune de La Folliaz. En 2020, cette dernière va à son tour fusionner avec Villaz-Saint-Pierre pour former la nouvelle commune de Villaz.